# (27896) Tourminator
(27896) Tourminator est un astéroïde de la ceinture principale.

## Description
(27896) Tourminator est un astéroïde de la ceinture principale. Il fut découvert le 13 juillet 1996 par Adrián Galád et Alexander Pravda à Modra.
Le 8 octobre 2014, cet astéroïde est nommé en l'honneur du champion de cyclisme slovaque Peter Sagan (né en 1990). Un de ses surnoms est « Tourminator ». L’astéroïde (2709) Sagan, existe déjà depuis 1982, en l'honneur de l'astronome Carl Sagan.

## Compléments